# Borne milliaire de Solaize
La borne milliaire de Solaize est une borne milliaire de France. Précisément datée et constituée d'un calcaire particulier, la pierre de choin, elle constitue un élément de preuve historique pour la détermination de la chronologie des constructions romaines de la région lyonnaise.  

## Description
Les routes terrestres de l'empire romain étaient jalonnées de bornes milliaires, du nom de l'unité de longueur, le mille romain, égal à mille pas (mille passus) soit 1480 mètres. Celle-ci est la plus ancienne connue sur le tracé du compendinum (raccourci) entre Lugdunum et Vienna.
La borne milliaire de Solaize est une colonne taillée dans du choin de Fay, variété de calcaire dur extraite en amont du Rhône, dans la carrière du hameau de Fay, commune de Peyrieu dans l'Ain. Elle porte une inscription nommant l'empereur Claude : Ti(berius) Claudius Drusi f(ilius) / Caesar August(us) / Germanicus, avec les abréviations donnant sa titulature complète : pont(ifex) max(imus) tr(ibunicia) pot(estate) III / imp(erator) III co(n)s(ul) III p(ater) p(atriae) / VII, qui correspond à l'année 43, date la plus ancienne connue indiquant le début d'exploitation romaine de cette carrière. Cette borne constitue aussi un élément de datation archéologique pour l'édification des monuments de Lugdunum comme le théâtre antique de Fourvière, avec l'emploi du choin de Fay.

## Localisation
La borne est située sur la commune de Solaize., à un carrefour à l'entrée du village, mais il n'est pas certain que ce soit là son emplacement d'origine. La distance de 7 milles équivau à 10,5 km. Si elle était comptée depuis Vienne, cela prouverait un déplacement du milliaire vers le nord, puisque Solaize est à 14 km de Vienne.
Cette borne devait baliser la voie romaine qui suivait la rive gauche du Rhône, connue par l'itinéraire d'Antonin comme un raccourci reliant les colonies romaines de Lyon et de Vienne, tandis que la voie principale longeait la rive droite du Rhône.

## Historique
La borne est classée au titre des monuments historiques en 1910.